# Allting som vi har
Allting som vi har utkom 2007 och är ett studioalbum av det svenska dansbandet Torgny Melins. Albumet placerade sig på 20:e plats första veckan på den svenska albumlistan, och nådde som högst 11:e plats.
Albumet innehåller mycket blås .
Titelspåret skrevs av Marit Bergman, och släpptes som digital singel den 21 maj 2007 .
Bandet gjorde en duett med Kikki Danielsson, "Ska du gå din väg", som även fanns som filmmusik till filmen Underbara älskade .
I pianoballaden "Håll mig hårt" besjunger bandet föräldrars sorg efter förlusten av ett barn .

## Låtlista
| Nr  | Titel                                         | Låtskrivare                        | Längd |
| --- | --------------------------------------------- | ---------------------------------- | ----- |
| 1.  | Kom igen Lena                                 | Håkan Hellström                    |       |
| 2.  | Snart är det lördag igen                      | Torgny Melin                       |       |
| 3.  | Gör vad du vill med mig                       | Thomas G:sson, Pontus Assarsson    |       |
| 4.  | Allting som jag har                           | Marit Bergman                      |       |
| 5.  | Hon lämnar dörren på glänt                    | Daniel Lindroth                    |       |
| 6.  | Om du längtar                                 | Anders Larsson, Gert Lengstrand    |       |
| 7.  | Jag kommer imorgon                            | Anders Larsson, Daniel Lindroth    |       |
| 7.  | Ska du gå din väg (duett med Kikki Danielsson | Svante Gustavsson, Donald Brokvist |       |
| 9.  | Sha La La för all Rock'n Roll                 | Anders Larsson, Torgny Melin       |       |
| 10. | Riktig kärlek                                 | Anders Larsson, Kjetil Granli      |       |
| 11. | För dom som älskar                            | Urban Robertsson                   |       |
| 12. | Håll mig hårt                                 | Anders Larsson, Torgny Melin       |       |

## Listplaceringar
| Lista (2007) | Topplacering |
| ------------ | ------------ |
| Sverige      | 11           |

### Fotnoter
1. ↑  ”Dansbandsbloggen”. 2 maj 2007. Arkiverad från originalet den 18 augusti 2010. https://web.archive.org/web/20100818182321/http://www.dansbandsbloggen.se/2007/05/nytt-album-med-torgny-melins.html. Läst 11 juni 2011.
2. 1 2  Dansbandsbloggen 4 maj 2007 - Marit Bergman skriver Torgny Melins nya singel Arkiverad 18 augusti 2010 hämtat från the Wayback Machine.
3. ↑  Dansbandsbloggen 12 juni 2007 - Enkelt och bra, Torgny Melins! Arkiverad 18 augusti 2010 hämtat från the Wayback Machine.
4. ↑  Dansbandsbloggen 18 juni 2007 - Rörande möte mellan Melins och Kikki Arkiverad 18 augusti 2010 hämtat från the Wayback Machine.
5. ↑  Dansbandsbloggen 29 maj 2007 - Melins besjunger förlusten av ett barn Arkiverad 18 augusti 2010 hämtat från the Wayback Machine.
6. ↑  Placering på den svenska albumlistan Arkiverad 8 december 2014 hämtat från the Wayback Machine.